# Iseilema
Iseilema Andersson é um género botânico pertencente à família Poaceae.